# Fulveny

Chemická struktura fulvenu

Fulveny jsou deriváty 5-methylidencyklopenta-1,3-dienu (fulvenu).
Lze je též chápat obecněji jako formálně odvozené vytvořením konjugovaného kruhu a napojením methylidenové skupiny exocyklickou dvojnou vazbu.
Fulveny se pak pojmenovávají podle počtu atomů v kruhu; nejjednodušší zástupce methylencyklopropen se tak označuje jako triafulven. Fulven lze pak nazvat pentafulven.

## Příprava
Fulveny se připravují kondenzacemi cyklopentadienu s aldehydy a ketony:
C5H6 + R2C=O → C4H4C=CR2 + H2O
Tuto přípravu objevil Johannes Thiele.
Moderní syntézy využívají tlumivé roztoky.[ujasnit]

## Vlastnosti
Konjugace destabilizuje exocyklické dvojné vazby, protože by (podle Hückelova pravidla) polarizace π elektronů vedla k aromatickým iontům; fulveny tak na sebe snadno navazují nukleofily i elektrofily. Mají malé rozdíly energií mezi HOMO a LUMO, což často vyvolává viditelné zbarvení.

## Fulvenové ligandy

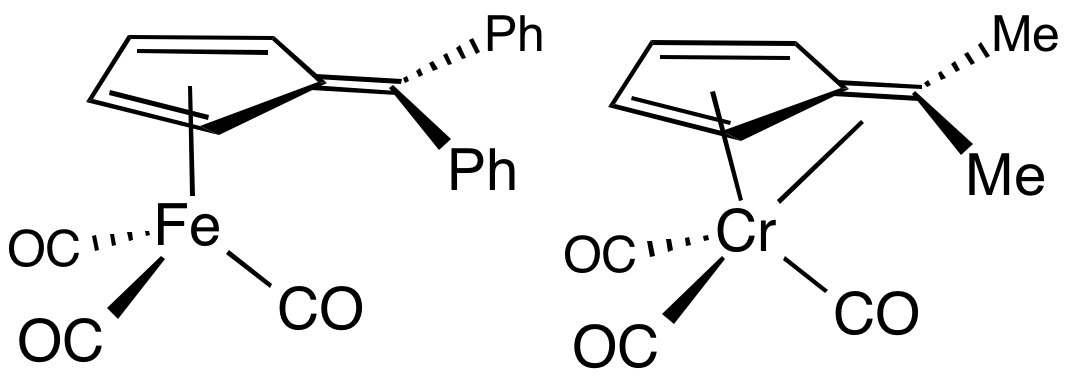
η^{4}- a η^{6}-fulvenové komplexy

Fulveny se často používají jako ligandy a prekurzory ligandů; příkladem může být 2,3,4,5-tetramethylfulven (zkráceně Me4Fv), vznikající deprotonací kationtových pentamethylcyklopentadienylových komplexů.